# PR-562
A Rodovia PR-562 é uma estrada pertencente ao governo do Paraná que liga a cidade de Honório Serpa à rodovia PR-281 (entroncamento no território de São João), passando por Coronel Vivida.

## Denominações
- Rodovia Prefeito Ivo Feiten, no trecho entre Coronel Vivida e São João, de acordo com a Lei Estadual 9.133 de 22/11/1989.[1]
- Rodovia Prefeito Paulino Stédile, no trecho entre Coronel Vivida e Honório Serpa, de acordo com a Lei Estadual 15.786 de 20/02/2008.[2]

## Trechos da Rodovia
A rodovia possui uma extensão total de aproximadamente 86,4 km (dos quais 27,2 km são apenas planejados), podendo ser dividida em 9 trechos, conforme listados a seguir:
| Ponto de referência                  | Extensão do trecho | Extensão acumulada | Situação    |
| ------------------------------------ | ------------------ | ------------------ | ----------- |
| Entroncamento PR-459                 | ---                | 0 km               | ---         |
| Honório Serpa                        | 27,2 km            | 27,2 km            | Planejado   |
| Entroncamento BR-373                 | 25,9 km            | 53,1 km            | Pavimentado |
| Coronel Vivida                       | 1,6 km             | 54,7 km            | Pavimentado |
| Início da pista dupla (Vista Alegre) | 16,6 km            | 71,3 km            | Pavimentado |
| Fim da pista dupla                   | 0,6 km             | 71,9 km            | Duplicado   |
| Entroncamento PR-566 (Vista Alegre)  | 0,3 km             | 72,2 km            | Pavimentado |
| São João (Acesso Sul)                | 12,0 km            | 84,2 km            | Pavimentado |
| São João (Acesso Leste)              | 1,5 km             | 85,7 km            | Pavimentado |
| Entroncamento PR-281                 | 0,7 km             | 86,4 km            | Pavimentado |

Extensão construída: 59,2 km (68,52%)
Extensão pavimentada: 59,2 km (68,52%)
Extensão duplicada: 0,6 km (0,69%)